# بخش هریسون (ناکس کانتی، اوهایو)
بخش هریسون (به انگلیسی: Harrison Township) یک منطقهٔ مسکونی در ایالات متحده آمریکا است که در شهرستان ناکس، اوهایو واقع شده‌است.
 بخش هریسون ۶۲٫۳ کیلومتر مربع مساحت و ۸۰۶ نفر جمعیت دارد و ۳۱۵ متر بالاتر از سطح دریا واقع شده‌است.